# Brzózki Wielkie
Brzózki Wielkie (niem. Groß Brzosken, 1932–1945 Birkenberg) – uroczysko, dawna miejscowość w Prusach Wschodnich, obecnie w Polsce położona w województwie warmińsko-mazurskim, w powiecie piskim, w gminie Biała Piska.
Miejscowość powstała w ramach kolonizacji Wielkiej Puszczy. Wcześniej był to obszar Galindii. Wieś ziemiańska, dobra służebne w posiadaniu drobnego rycerstwa (tak zwani wolni, ziemianie w języku staropolskim), z obowiązkiem służby rycerskiej (zbrojnej). Osada powstała przed wojną trzynastoletnią (1454-1466) nad granicą z Mazowszem.
Wieś lokowana przez komtura Zygfryda Flacha von Schwartzburga w 1471 r., na 13 łanach na prawie magdeburskim, z obowiązkiem jednej służby konnej. Przywilej na dobra między Ciborami, Danowem, Niegosami i Kózkami otrzymali bracia Paweł i Janko Broszka.